# تپه ساخسی لی ۱
تپه ساخسی لی ۱ مربوط به سده‌های اولیه دوران‌های تاریخی پس از اسلام است و در شهرستان بوئین‌زهرا، بخش آوج، دهستان کلنجین، ۱ کیلومتری غرب روستای هرائین واقع شده و این اثر در تاریخ ۲۶ اسفند ۱۳۸۶ با شمارهٔ ثبت ۲۲۲۲۵ به‌عنوان یکی از آثار ملی ایران به ثبت رسیده‌است.